# Olavs drömmar
Olavs drömmar (nynorska: Olavs draumar) är en kortroman från 2012 av den norske författaren Jon Fosse. Den handlar om Alida och Asle, ett ungt par som har slagit sig ned utanför Bjørgvin med sin nyfödde son, och antagit namnen Åsta och Olav för att undgå upptäckt för ett brott de har begått. När Asle/Olav besöker staden för att köpa en guldring åt Alida blir han igenkänd och infångad.
Romanen är den andra delen i en trilogi; den föregicks av Sömnlösa från 2007 och följdes av Kvällning från 2014. Trilogin tilldelades Nordiska rådets litteraturpris 2015.

## Mottagande
Ane Farsethås på Morgenbladet kallade boken "en osedvanligt handlingsorienterad Fosse-utgivning. Här berättas, utan särskilda krumsprång, en enkel och direkt historia om en man som har begått en förbrytelse, som har ett gott hjärta och vill det rätta, men som likväl brutalt släpas till schavotten som offer för en lag utan nåd. Undergångsdömd kärlek, orimliga pinor, bråd död – det låter som något man från ett annat håll gärna skulle vilja kalla en skillingsvisa."